# Мутоскоп
Мутоскоп је био једноставна машина кроз коју су се гледале покретне слике. Апарат је приказивао рану анимацију засновану на смењивању низа фотографија које су давале привид кретања. Заправо мутоскоп је усавршена верзија кинеографа, када су се једноставној књижици (кинеографу) која приказује низ покрета прелиставањем, додали механички делови - ручица за окретање, бубањ, постоље, шпијунка или отвор за гледање, тада је усавршени кинеограф назван мутоскоп. Овај уређај је 1894. године измислио Херман Каслер (енгл. Herman Casler). Све до краја прве деценије двадесетог века ова направа била је једна од главних атракција на вашарима, сајмовима, излетиштима у Европи, а нарочито у Енглеској. Мутоскоп је постао доминантан у пословима са машинама на новчић.

## Механички делови мутоскопа
Мутоскоп је током времена у свом визуелном изгледу добијао разне додатне иновације. У почетку се састојао од једне ручице која је окретала механизам до апарата који се активирао убацивањем новчића. Мутоскоп је имао фотографије које су једна иза друге биле постављене на бубањ или покретни точак. Бубањ се континуално окретао помоћу ручице која се налазила са стране апарата, а дужина покретних слика износила је чак неколико минута, која се посматрала кроз шпијунку или отвор на апарату.
- Ручица за окретање
- Бубањ
- шпијунка или отвор за гледање кроз сочиво
- фотографије обмотане око ваљка.

## Оптички уређаји
- Тауматроп
- Фенакистоскоп
- Стробоскоп
- зоотроп или зоетроп
- Фантаскоп
- Праксиноскоп
- Зоопраксископ
- Кинеограф
- Кинора
- Филоскоп
- Мутоскоп